# Buchhof (Schopfloch)
Buchhof ist ein Gemeindeteil des Marktes Schopfloch im Landkreis Ansbach (Mittelfranken, Bayern). Buchhof liegt in der Gemarkung Schopfloch.

## Geografie
Der Weiler liegt am linken Ufer der Wörnitz und bildet mit dem östlich gelegenen Schopfloch eine geschlossene Siedlung. Der Ort ist ansonsten von Acker- und Grünland umgeben. Die Kreisstraße AN 42 führt an Zwernberg vorbei nach Weidelbach (3,3 km westlich) bzw. nach Schopfloch (0,9 km nordöstlich).

## Geschichte
Die Mühle wurde bereits 1282 als „molendinum apud fluvium Wernzza iuxta Schoppheloch“ erstmals urkundlich genannt. Die Bezeichnung „Buchmühle“ tauchte erst 1386 auf.
Buchhof lag im Fraischbezirk des ansbachischen Oberamtes Feuchtwangen. Das oettingen-spielbergische Oberamt Dürrwangen beanspruchte die Fraisch ebenfalls. 1732 gab es 2 Anwesen (1 Hof, 1 Mahlmühle). Grundherr war das Oberamt Dürrwangen. Auch gegen Ende des Alten Reiches gab es zwei Anwesen. Von 1797 bis 1808 unterstand der Ort dem Justiz- und Kammeramt Feuchtwangen.
Infolge des Gemeindeedikts wurde Buchhof 1809 dem Steuerdistrikt und der Ruralgemeinde Schopfloch zugeordnet.

### Ehemaliges Baudenkmal
- Haus Nr. 2: Das heutige zweigeschossige Wohn- und Mühlengebäude, ein massives, gut proportioniertes Satteldachhaus aus dem späteren 17./18. Jahrhundert, ist in der baulichen Erscheinung stark beeinträchtigt durch Fenster- und Türveränderungen. Verputzt; verzahnte Eckquaderung.[12]

### Einwohnerentwicklung
| Jahr      | 001818 | 001840 | 001861 | 001871 | 001885 | 001900 | 001925 | 001950 | 001961 | 001970 | 001987 |
| Einwohner | 29     | 33     | 31     | 32     | 19     | 30     | 32     | 45     | 37     | 47     | 25     |
| Häuser    | 7      | 4      |        |        | 5      | 6      | 6      | 6      | 8      |        | 9      |
| Quelle    | [ 14 ] | [ 15 ] | [ 16 ] | [ 17 ] | [ 18 ] | [ 19 ] | [ 20 ] | [ 21 ] | [ 22 ] | [ 23 ] | [ 1 ]  |

## Religion
Der Ort ist seit der Reformation evangelisch-lutherisch geprägt und bis heute nach St. Martin (Schopfloch) gepfarrt. Die Katholiken sind nach St. Georg (Dinkelsbühl) gepfarrt.